# 堤駿斗
堤 駿斗（つつみ はやと、1999年7月12日 - ）は、日本のプロボクサー。千葉県千葉市出身。志成ボクシングジム所属。元OPBF東洋太平洋フェザー級王者。

## 来歴

### アマチュア時代
3人兄弟の2番目に生まれる。最初は極真空手を習っていたが小学5年生からキックボクシングとボクシングを始める。那須川天心とは幼なじみで幼少の頃から中学まで空手とキックボクシングを一緒の道場とジムで練習した。中学2年生からボクシングに専念し、全国U-15ジュニアボクシング大会、全国アンダージュニアボクシング大会、全日本アンダージュニアボクシング王座決定戦などを制覇した。
習志野高校時代にフライ級、バンタム級で高校6冠を達成した。卒業後、東洋大学経営学部会計ファイナンス学科に進学。
2016年、高校2年生の時に世界ユース選手権のフライ級（52kg）で優勝。世界ユース選手権を日本人で初めて優勝した（男子では初のAIBA主管大会優勝でもある）。
2017年11月、高校3年生の時に全日本選手権（バンタム級）を優勝した。
2018年8月25日、アジア競技大会のバンタム級（56kg）に出場。1回戦でモンゴルの選手に敗れた。
2019年11月、全日本選手権（フェザー級）を優勝した。
2020年3月3日、東京五輪アジア・オセアニア予選のフェザー級（57kg）に出場。1回戦でフィリピンのイアン・クラーク・バウチスタに敗れ、五輪出場枠を獲得出来なかった。
2021年6月に開催予定だった東京五輪世界最終予選が新型コロナウイルス感染拡大の影響で中止になり、ランキング上位者に五輪出場枠が与えられることになったが、堤はランキング上位に入らなかったため五輪出場が消滅した。
2021年11月、セルビアのベオグラードで開催された世界選手権のライト級（60kg）に出場。3回戦でロシア人選手に判定負け。

### プロ時代
2022年4月13日、志成ボクシングジムに入門し、プロ転向を発表。26日にB級プロテストを受験、スパーリング相手は元WBOアジア太平洋フェザー級王者で同門の森武蔵が務めた。27日に合格が発表された。
2022年7月13日、大田区総合体育館にてWBO世界スーパーフライ級タイトルマッチの井岡一翔対ドニー・ニエテスの前座にて、OPBF東洋太平洋フェザー級5位のジョン・ジェミノ（フィリピン）相手に但馬ミツロに続き史上10人目となるA級（8回戦以上は9人目）デビュー戦を行い、8回3-0（79-73、80-72×2）判定勝利を収めた。
2022年12月31日、大田区総合体育館にてWBO・WBA世界スーパーフライ級王座統一戦の井岡一翔対ジョシュア・フランコの前座にて、前OPBF東洋太平洋スーパーバンタム級王者のペテ・アポリナル（フィリピン）とフェザー級契約で対戦。6回にダウンを奪い8回3-0（79-72、80-71×2）判定勝利。
2023年5月11日、ABEMAと年間スポンサー契約を結んだことを発表した。
2023年5月31日、後楽園ホールにて清水聡の王座剥奪に伴い空位となったOPBF東洋太平洋フェザー級王座を同級3位のジョー・サンティシマと争い、12回3-0（118-110、120-108、119-109）判定勝ちを収め田中恒成、清水聡の4戦を抜き日本男子として最速記録（女子の最速は松田恵里の2戦）となる3戦目（後の2025年3月に横山葵海が並ぶ）でのOPBF王座獲得に成功した。
2023年10月13日、後楽園ホールにてWBA世界フェザー級15位のルイス・モンシオン・ベンチャーラとノンタイトル戦を行う予定だったが、堤のインフルエンザ感染とそれに伴う高熱で前日計量を欠席したため中止となった。
2023年12月31日、大田区総合体育館にて井岡一翔対ホスベル・ペレスの前座でルイス・モンシオン・ベンチャーラと仕切り直し戦を行い、3回2分14秒TKO勝ちを収めた。
2024年2月5日、同日付でOPBF東洋太平洋フェザー級王座を返上した。
2024年4月17日、後楽園ホールにて元WBA世界バンタム級スーパー王者でWBA世界フェザー級9位のアンセルモ・モレノと対戦予定だったが、前日計量でフェザー級リミットの57.15kgを1.6kg超過し58.75kgとなり、2時間の猶予が与えられ再度計量に臨むも50gしか落とせなかったため体重超過で計量失格となった。そのため両陣営の協議の結果、試合当日の午前10時に行われる当日計量で61.12kgをパスすれば試合が行われることとなり、当日計量で堤は60.95kgでパスしたため試合が成立し、3回2分45秒KO勝ちを収めた。しかし、計量失格により試合から2日後の同年4月19日付で日本ボクシングコミッション（JBC）により前日計量が行われた同年4月16日から6カ月のライセンス停止処分を受けた。
2024年12月31日、東京・大田区総合体育館にてライセンス停止処分明けの復帰戦として元WBA世界スーパーフェザー級レギュラー王者でWBA世界同級14位のレネ・アルバラードとWBA世界同級挑戦者決定戦を行い、8回1分55秒TKO勝ちを収めWBA世界同級王座ラモン・ローチ・ジュニアへの挑戦権を獲得した。
2025年5月11日、東京・大田区総合体育館にてWBA世界スーパーフェザー級15位のハイメ・アルボルダと133ポンド契約10回戦を行い、3回2分39秒TKO勝ちを収めた。また、同日付で弟の麗斗と同じくザ・リングとブランド・アンバサダー契約を締結した。
2025年8月16日、初の海外試合としてサウジアラビア・リヤドにてカイス・アシュファクと世界前哨戦とも言える132ポンド契約10回戦を行い、レフェリーストップにより3回2分8秒TKO勝ちを収め12月にも予定されるサウジアラビア・リヤドでの大型興行もしくは、日本での志成ジム主催興行での世界初挑戦へ望みを繋げた。

## エピソード
- 高校生ながら全日本選手権を制覇する等のアマチュア時代の実績面などから、井上尚弥2世と呼ばれている[31]。
- 2019年にトラロックエンターテインメントとマネジメント契約した[32]。
- 3歳年下の弟、麗斗も世界ユース選手権をライト級で優勝している[3]。

## 戦績
- アマチュアボクシング：94戦 88勝 (26KO・RSC) 6敗
- プロボクシング：8戦 8勝 (5KO) 無敗

| 戦           | 日付           | 勝敗 | 時間    | 内容    | 対戦相手                         | 国籍           | 備考                                  |
| ------------ | -------------- | ---- | ------- | ------- | -------------------------------- | -------------- | ------------------------------------- |
| 1            | 2022年7月13日  | ☆    | 8R      | 判定3-0 | ジョン・ジェミノ                 | フィリピン     | プロデビュー戦                        |
| 2            | 2022年12月31日 | ☆    | 8R      | 判定3-0 | ペテ・アポリナル                 | フィリピン     |                                       |
| 3            | 2023年5月31日  | ☆    | 12R     | 判定3-0 | ジョー・サンティシマ             | フィリピン     | OPBF東洋太平洋フェザー級王座決定戦    |
| 4            | 2023年12月31日 | ☆    | 3R 2:14 | TKO     | ルイス・モンシオン・ベンチャーラ | ドミニカ共和国 |                                       |
| 5            | 2024年4月17日  | ☆    | 3R 2:45 | KO      | アンセルモ・モレノ               | パナマ         |                                       |
| 6            | 2024年12月31日 | ☆    | 8R 1:55 | TKO     | レネ・アルバラード               | ニカラグア     | WBA世界スーパーフェザー級挑戦者決定戦 |
| 7            | 2025年5月11日  | ☆    | 3R 2:39 | TKO     | ハイメ・アルボルダ               | パナマ         | 133ポンド契約10回戦                   |
| 8            | 2025年8月16日  | ☆    | 3R 2:08 | TKO     | カイス・アシュファク             | イギリス       | 132ポンド契約10回戦                   |
| テンプレート |                |      |         |         |                                  |                |                                       |

## 獲得タイトル
アマチュア
- 第70回国民体育大会少年の部フライ級優勝
- 第28回全国高等学校ボクシング選抜大会フライ級優勝
- 平成28年度ASBCアジアユース選手権フライ級優勝
- 平成28年度全国高等学校総合体育大会フライ級優勝
- AIBA世界ユース選手権フライ級優勝
- 第29回全国高等学校ボクシング選抜大会フライ級優勝
- 平成29年度ASBCアジアユース選手権バンタム級優勝
- 平成29年度全国高等学校総合体育大会フライ級優勝
- 第72回国民体育大会少年の部バンタム級優勝
- 第87回全日本選手権バンタム級優勝
- 第1回山根杯争奪戦バンタム級優勝
- コンスタンチン・コロトコフ記念国際トーナメント57kg級優勝
- 第89回全日本選手権57kg級優勝

プロ
- 第49代OPBF東洋太平洋フェザー級王座（防衛0=返上）